# Zatoka Południowa
Zatoka Południowa (ang. South Bay, hiszp. Bahía Sur) – zatoka Oceanu Południowego, położona wzdłuż południowego wybrzeża Wyspy Livingstona, pomiędzy przylądkami Hannah Point i Miers Bluff. Ma 6 mil (9,7 km) długości i 2,5 mili (4,0 km) szerokości. Zatoka była znana amerykańskim i brytyjskim żeglarzom od 1820 roku i jej nazwa funkcjonowała w międzynarodowym użyciu od ponad 100 lat przed oficjalnym nadaniem.